# West Bay (Grahamland)
Die West Bay ist eine Bucht an der Fallières-Küste des Grahamlands auf der Antarktischen Halbinsel. Sie liegt zwischen den Brindle Cliffs und Mount Guernsey.
Kartiert wurde sie 1936 bei der British Graham Land Expedition (1934–1937) unter der Leitung des australischen Polarforschers John Rymill. Vermessungen nahm der Falkland Islands Dependencies Survey zwischen 1948 und 1950 vor. Luftaufnahmen entstanden 1966 durch die United States Navy. Das Advisory Committee on Antarctic Names benannte sie 1977 nach Kapitän William Edwin West von der United States Coast Guard, Kommandant der USCGC Glacier bei der Operation Deep Freeze der Jahre 1973 und 1974.